# Sameby
En sameby är en särskild juridisk person för renskötsel i Sverige. Samebyar får enligt den svenska rennäringslagen inte bedriva annan ekonomisk verksamhet än renskötsel. Renskötselrätten i Sverige är en kollektivrätt som tillfaller det samiska folket. En same som vill använda sin rätt måste vara medlem i en sameby. Det är i sin tur de befintliga medlemmarna i samebyn som bestämmer vem som ska få vara medlem och inte. 
Varje sameby har ett byområde. Medlemmar i samebyn är samer som deltar i renskötseln inom byns område samt deras makar och hemmavarande barn. Samebyarnas verksamhet regleras genom rennäringslagen.
Det finns 51 samebyar i Sverige, med 4 678 renägare som medlemmar (2013).
I Finland motsvaras samebyarna delvis av renbeteslag (paliskunta). I Norge är renbetesområdet indelat i renbetesdistrikt.

## 1886 års svenska renbeteslag och dess verkställighet
Samebyarna, då kallade lappbyar, infördes i Sverige som administrativa enheter för rennäringen genom 1886 års renbeteslag. I lagens § 5 föreskrivs att de områden som avsatts för samerna ska indelas i lappbyar av Konungens befallningshavande.
I Norrbottens län genomfördes denna byindelning 1887. I Torne lappmark blev byarna inom Enontekis (Karesuandos) socken Lainiovuoma, Könkämä, Rommavuoma och Suontavaara och inom Jukkasjärvis socken Kaalasvuoma, Rautasvuoma, Saarivuoma och Talma. I Lule lappmark blev byarna inom Gällivare socken Norrbyn, Sörbyn och Mellanbyn, och inom Jokkmokks socken Tuorpon, Sirkas, Jokkmokk och Sjokksjokk. I Pite lappmark blev byarna inom Arjeplogs socken Arjeplog, Semisjaur, Njarg eller Sörvästerbyn, Mahasvuoma eller Norrvästerbyn och Luokta, samt inom Arvidsjaurs socken Mausjaur, Västra Kikkejaur och Malmesjaur. År 1903 sammanslogs byarna i Enontekis till ett byalag, Karesuando byalag, och byarna i Jokkmokk till två byalag, Sirkas och Tuorpon. Arvidsjaursbyarna omfördelades 1917 och blev till fyra, nämligen Mausjaur, Östra Kikkejaur, Västra Kikkejaur och Malmesjaur. 
I Västerbottens län gav Konungens befallningshavande inte några liknande utförliga bestämmelser om byindelningen. År 1895 delades dock Vilhelmina lappby, motsvarande den gamla Åselebyn, i två hälfter (Vilhelmina norra och södra), och genom en kungörelse 1898 fastställdes gränserna för Ranbyn, Granbyn, Umbyn och Vapsten. I Västerbottens län ingick också Malåbyn, som ursprungligen varit en del av Arvidsjaurs lappby.
I Jämtlands län sammanfördes de befintliga skattefjällen genom kungörelser från Konungens befallningshavande 1889 i åtta lappbyar: Oviksfjällens, Åre, Kalls, Offerdals, Hotagens, Frostvikens, Storsjö och Tännäs lappbyar. Till detta kom Idre lappby, som trots att den låg i Särna i Dalarna skulle ingå i lappbyindelningen i Jämtlands län. Denna första indelning ersattes av en ny 1915. Antalet lappbyar blev då 14: Frostvikens norra, Frostvikens mellersta, Frostvikens södra, Hotagens, Offerdals östra, Offerdals västra, Kalls, Tåssåsens, Anarisets, Tranris, Handölsdalens, Mittådalens, Tännäs och Idre lappbyar.

## 1928 års renbeteslag
Den första renbeteslagen hade inte innehållit några bestämmelser om vem som var "lapp" och därmed hade rätt att bedriva renskötsel och vara med i en lappby. Efter långa diskussioner infördes 1928 en ny renbeteslag, där det slogs fast att rätt att bedriva renskötsel hade den som var av lapsk härkomst och vilkas föräldrar, mor- eller farföräldrar bedrivit renskötsel som stadigvarande yrke. Om en kvinna med renskötselrätt gifte sig med en man som saknade den rätten förlorade hon sin egen rätt. Det fastslogs också att med lapp i lagens bemärkelse menades endast den som äger rätt till renskötsel. Därmed utestängdes icke-renskötande samer både från lappbyarna och från att eventuellt återgå till renskötseln.

## 1971 års rennäringslag
De lappbyar som infördes i svensk lagstiftning 1886 hade ingen styrelse, bara en ordningsman som skulle hålla ordning inom byn och fungera som kontaktperson gentemot länsstyrelsen. Under 1950- och 1960-talen framhölls i olika utredningar att samarbetet mellan renskötarna i byarna behövde förbättras. Lappbyn måste ha en styrelse och bli en juridisk person. Det skulle samtidigt innebära att lappbyn blev mer självständig gentemot länsstyrelsen. Denna nya lappby blev verklighet i och med 1971 års rennäringslag. Samtidigt ersattes termen lappby med sameby – ett ord som redan under några år använts inom den nyinstiftade rennäringsnämnden, vars ledamöter företrädde näringen.

## Samebyn i aktuell lagstiftning
1971 års rennäringslag är den som fortfarande reglerar samebyarnas verksamhet. Den har dock ändrats ett antal gånger. Sedan 1993 sägs i lagens portalparagraf att renskötselrätt tillkommer den som är samisk härkomst. Renskötselrätten får emellertid bara utövas av den som är medlem i en sameby. Det är de befintliga medlemmarna som bestämmer vem som ska få vara medlem och inte. 
Verksamheten i samebyarna bedrivs i stora drag som inom en ekonomisk förening. Det finns emellertid också skillnader. Bland annat bildas samebyarna direkt genom rennäringslagen, inte genom medlemmarnas beslut. På så sätt påminner samebyn om en kommun.
Samebyns ändamål är att för medlemmarnas gemensamma bästa ombesörja renskötseln inom byns betesområde. Medlemmar i samebyn är de som deltar eller tidigare deltagit i renskötseln inom byns betesområde, så länge man inte gått över till något annat huvudsakligt förvärvsarbete. Medlemmar är även make och hemmavarande barn till medlem.
Med betesområde menas byområdet och övriga områden som samebyn begagnar för renskötsel. Byområdet är den del av renskötselområdets åretruntmarker där byn bedriver sin renskötsel, samt delar av vinterbetesmarkerna. Indelning i byområden görs sedan 2006 av Sametinget.
I mars 2008 beslutade Sametinget, efter en intensiv debatt, att avsätta pengar till ett pilotprojekt för att låta även icke-renskötande samer bli medlemmar.

## Dagens samebyar
Sverige har 51 samebyar av tre typer med delvis skilda rättigheter:
- 33 fjällsamebyar, vilka flyttar renhjordarna mellan sommarbeten på kalfjället till vinterbeten i skogslandet,
- 10 skogssamebyar, vilkas medlemmar året runt vistas i skogslandet, och
- 8 koncessionssamebyar, vilkas medlemmar året runt bedriver renskötsel nedanför lappmarksgränsen i Norrbottens län.